# Grb otoka Turks i Caicos
Grb otoka Turks i Caicos sastoji se od žutog štita na kojem su školjka, jastog i kaktus. S lijeve i desne strane štita je po jedan plamenac. Nad štitom je kruna, na kojoj stoji pelikan.
Ovaj se grb, koji datira iz 1965. godine, nalazi i na zastavi otoka Turks i Caicos.